# Синьялы (Малоянгорчинское сельское поселение)
Синья́лы (чув. Ҫӗньял) — деревня в Цивильском районе Чувашской Республики. Входит в состав Малоянгорчинского сельского поселения.

## География
Расстояние до столицы республики — города Чебоксары — 58 км, до районного центра — города Цивильск — 23 км, до железнодорожной станции — 29 км. Деревня расположена на левобережье реки Унга
До 18 июля 1921 года составе Чебаевской волости Ядринского уезда (волостной центр до 1927 года), до 1 октября 1927 года в составе Цивильского уезда, после — в Цивильском районе. 

Сельские советы: с 1 октября 1927 года — Синья́льский, с 14 июня 1954 года — Визикаси́нский, с 20 апреля 1973 года — Ойкаси́нский, с 24 мая 1978 года — Малоянгорчинский:233.

## История
Жители — до 1866 года государственные крестьяне; занимались земледелием, животноводством. В начале XX века действовала водяная мельница. В 1930 году образован колхоз им. Чапаева.
По состоянию на 1 мая 1981 года деревня Синьялы Малоянгорчинского сельского совета — в составе совхоза «Правда»:101.

## Религия
Согласно архивным сведениям (по состоянию на 1899 год) жители деревни Чебаево были прихожанами Гурьевской церкви села Богатырёво (Гурьевское, Салтыганово тож)(Построена не позднее 1795 года как деревянная, однопрестольная; вновь отстроена в 1826—1827 годах на средства прихожан. Закрыта в 1942 году. Приход восстановлен в 1944 году).

## Название
Название деревни — от чув. ҫӗнӗ «новый» и ял «деревня, село». Синьялы — «новая деревня».

### Исторические и прежние названия
Чебаево (1923).

## Население
| 2010 | 2012 |
| ---- | ---- |
| 67   | ↘56  |

По данным Всероссийской переписи населения 2002 года в деревне проживали 73 человека, преобладающая национальность — чуваши (100 %).

## Инфраструктура
В 2020 году имеет 68 домов, некоторые из них заброшенные. Улицы: Заовражная и Мира.

## Памятники и памятные места
- Обелиск павшим в Великой Отечественной войне (ул. Мира)[10].